# Stazione di Trofarello
Stazione di Trofarello vasútállomás Olaszországban, Trofarello településen.

## Vasútvonalak
Az állomást az alábbi vasútvonalak érintik:
- Torino–Genova-vasútvonal
- Torino-Fossano-Savona-vasútvonal
- Trofarello-Chieri-vasútvonal

## Kapcsolódó állomások
A vasútállomáshoz az alábbi állomások vannak a legközelebb:
- Stazione di Chieri (Stazione di Chieri, Trofarello-Chieri-vasútvonal, Line SFM1)
- Stazione di Moncalieri (Pont railway station, Stazione di Rivarolo Canavese, Line SFM1)
- Stazione di Moncalieri (Stazione di Torino Porta Nuova, Torino–Genova-vasútvonal, Torino-Fossano-Savona-vasútvonal)
- Stazione di Cambiano-Santena (Stazione di Genova Brignole, Torino–Genova-vasútvonal)
- Stazione di Moncalieri (Stazione di Ciriè, Line SFM7, Line SFM4)
- Stazione di Cambiano-Santena (Stazione di Asti, Linea SFM6)
- Stazione di Villastellone (Stazione di Alba, Line SFM4)
- Stazione di Villastellone (Stazione di Savona, Torino-Fossano-Savona-vasútvonal)
- Stazione di Villastellone (Stazione di Fossano, Line SFM7)
- Stazione di Moncalieri (Stazione di Caselle Aeroporto, Linea SFM6)
- Madonna della Scala railway station
- Revigliasco railway station